# Empoasca palgongsana
Empoasca palgongsana is een halfvleugelig insect uit de familie dwergcicaden (Cicadellidae). De wetenschappelijke naam van de soort werd voor het eerst geldig gepubliceerd in 2019 door Hossain, Kwon, Suh en Kwon.